# Вулканский нервный захват
Вулканский нервный захват — техника, используемая в основном вулканцами в вымышленной вселенной «Звёздного пути», чтобы привести жертву в бессознательное состояние, зажимая точку давления у основания шеи жертвы.

## Происхождение

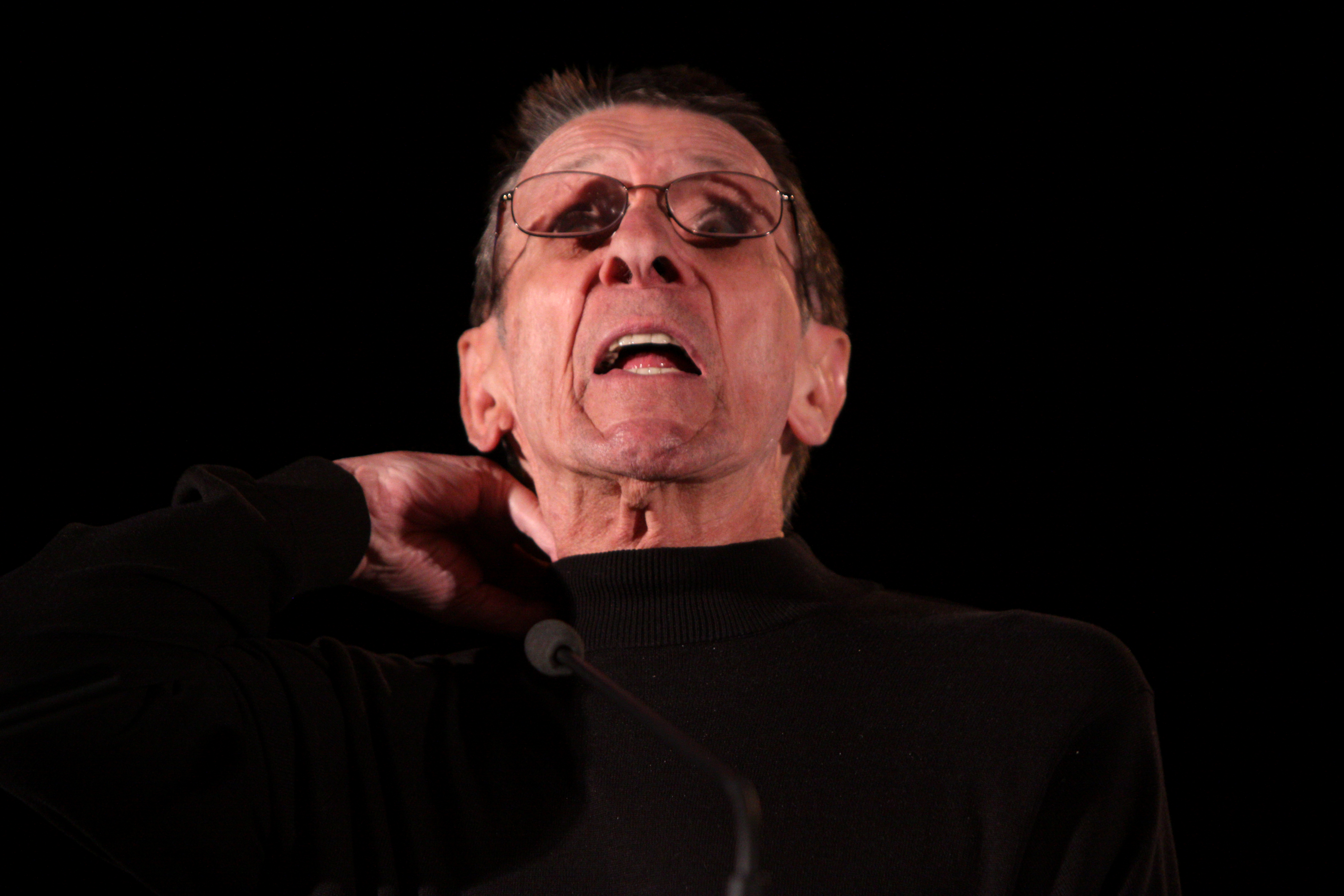
Леонард Нимой демонстрирует вулканский нервный захват

В сценарии «Враг внутри» говорилось, что Спок "кайо" (Нокаутирует) дубликат капитана Кирка (Уильяма Шатнера). Но Леонард Нимой, который выступал против войны во Вьетнаме и поддерживал Юджина Маккарти, чувствовал, что такое жестокое действие было бы излишне жестоким для вулканца. Якобы, режиссёр серии не понял, объяснения Нимоя, но Уильям Шетнер сразу понял и отреагировал в точности так, как Нимой надеялся, когда они казнили дубликат во время съёмок, поясняя его так, что это было бы похоже на «чувствительный электрический заряд».

## Физиология процесса
Хотя это полностью выдумка, фанаты и критики сериала пытаются объяснить, как может сработать захват. Его сравнивают с вымышленным «каратэ-чопом», который использовался в других телесериалах 1960-х годов, чтобы заставить оппонентов потерять сознание.
Версия Нимого о том, что захват может быть связано с телепатией, оказывается неверной, когда две нетелепатические сущности, андроид Дейта и голографический Доктор звездолёта «Вояджер», используют захват в более поздних телесериалах «Звёздного пути».
Книга Стивена Уитфилда и Джина Родденберри «Создание звёздного пути» предлагает простое объяснение: захват блокирует доступ крови и нервных окончаний к головному мозгу, что приводит к потере сознания. Как это может привести к мгновенной потере сознания, не объясняется. В этом самом раннем из справочников по «Звёздному пути» нервный захват упоминается как «захват Спока».
В эпизоде «Звёздный путь: Вояджер» «Катексис» Доктор осматривает члена экипажа, который был найден без сознания, и наблюдает сильную травму трапециевидной мышцы, «как будто ее нервные волокна были разорваны». Позже выяснилось, что этот человек пострадал от защемления нерва.

## Появление в рамках франшизы «Звёздный путь»
Наряду со Споком эту технику использовали и другие персонажи франшизы «Звёздный путь». Примечательно, что такие случаи происходили с Дейтой и голографическим Доктором, с Одо в «Глубоком космосе 9», Жан-Люком Пикаром в «Следующем поколении», с Семь-из-девяти в «Вояджере», с Т’Пол в «Энтерпрайзе».
Однако освоить эту технику непросто. После того, как Спок использует захват в серии «Омега-слава», Кирк говорит Споку: «Жаль, что вы не можете меня этому научить», и Спок отвечает: «Я пытался, капитан». В фильме «Звёздный путь 3: В поисках Спока» (1984) доктор Маккой не смог использовать нервный захвата, несмотря на то, что у него была катра Спока (его «дух» или «душа»).
Было показано, что нервный захват используется на животных. В эпизоде анимационного сериала «Прошлый год» Спок использует его на Ле-матии (существо, похожее на горного льва), чтобы спасти жизнь своей юной личности. В фильме 1989 года «Звёздный путь 5: Последний рубеж» Спок использует захват, чтобы усмирить лошадь во время битвы.

## Упоминание в других источниках
Вулканский нервный захват упоминался и пародировался несколько раз на телевидении, в кино и других средств массовой информации.

### На телевидении
- В мини-сериале Стивена Кинга «Лангольеры» (1995) персонаж говорит: «Вы когда-нибудь видели мистера Спока в «Звёздном пути»?», «Потому что, если вы не закроете свою пасть, чертов идиот, я буду вынужден, продемонстрировать вам свой вулканский нервный захват».
- В сериале Netflix, посвященном Кармен Сандиего, в первом сезоне в девятом эпизоде «Путаница с французскими связями» Шэдоу-Сан использует вулканский нервный захват на тренере Бранте, чтобы заставить её потерять сознание и помочь Кармен сбежать до прибытия полиции.
- В эпизоде «Финес и Ферб, Бешеный хулиган» Ферб использует вулканский нервный захват на Буфорде, чтобы тот обиделся. Финеас удивлен, но отвечает: «Ну, он был весь в моем лице».
- В эпизоде «Одинокие сердца», The Heartbreak (1x19) Саммер Робертс рассказывает, что когда Сет Коэн пытается помассировать ее перед сексом, что она находит это неудобным и спрашивает: «Что случилось с вулканским нервным захватом?»
- В серии «АйКарли», второго сезона, тридцать пятом эпизоде «iPsycho», Сэм использует вулканский нервный захват, чтобы заставить Нору, их похитительницу, потерять сознание, чтобы наконец сбежать. На вопрос Спенсера Шэя, почему она спит на полу на цифровой фотографии, Карли отвечает, что она без сознания. Спенсер отвечает: «Вы сделали эту штуку с соковыжималкой Vulcan?» и получил подтверждение от Сэма.

В фильме "Одноклассницы и тайна пиратского золота" Келли Джонс использует "секретную хватку Вулкана"

### В кино
В фильме Мела Брукса «Космические шары» Одинокий Старр пытается использовать его на приспешнике, поначалу безуспешно, но этот приспешник указывает на ошибки Одинокого Старра - он схватился там, где голова встречается с шеей, тогда как он должен был схватиться там, где шея встречается с плечами - и пытается повторить, на этот раз успешно.

## Мёртвая хватка
Эпизод «Звёздного пути» «Инцидент на Энтерпрайзе» включает в себя сцену, в которой Спок применяет «Вулканский нервный захват» к Кирку, чтобы убедить ромуланских зрителей, очевидно незнакомых с вулканскими методами, что Кирк был убит. Фактически, Спок просто использовал мощный нервный зажим, чтобы погрузить Кирка в глубокое бессознательное состояние, очень напоминающее смерть. Кирк проснулся позже от боли в голове и шее, но без серьезных травм. «Смертельная хватка» отличается от «нервного захвата» тем, что смертельная хватка была приложена к лицу Кирка. Медсестра Чапел замечает в том же эпизоде: «Вулканской мёртвой хватки не существует».